# Алекты
Алекты, или алектисы (лат. Alectis), — род лучепёрых рыб из семейства ставридовых.

## Описание
Молодые рыбы представителей рода характеризуются наличием нитевидных вытянутых отростков лучей спинных и анальных плавников. Длина этих отростков часто превышает длину тела. По мере роста с возрастом они укорачиваются, а затем совсем исчезают.
Alectis indica — самый крупный представитель рода, его длина достигает 165 см при массе до 25 кг.
Молодые рыбы имеют почту округлую форму. Тело ромбовидной формы, высокое, сильно сжато с боков. Более или менее целиком покрытое очень мелкой, погруженной в кожу чешуёй. Щитки на прямой части боковой линии несколько увеличены, костные, колючие. Рот с полосками мелких зубов на челюстях, сошнике, нёбных и языке. Жаберные тычинки умеренной величины. Хвостовой стебель узкий, хвостовой плавник широко вильчатый. Первый спинной плавник слабо развитый, колючие лучи рудиментарные и короткие, исчезают с возрастом. Мягкий спинной и анальный плавники сходны; первые 5—6 лучей каждого из этих плавников удлинены и нитевидные у молодых рыб, затем укорачиваются с возрастом. Колючий луч мягкого спинного плавника отделен от впереди расположенных колючих лучей несколько большим промежутком, чем между этими лучами. Грудные плавники имеют форму серпа.

## Ареал
Представители рода обитает в Атлантическом, Индийском и Тихом океанах.
Взрослые рыбы обитают в районе рифов в прибрежных районах на глубинах до 100 м, в то время как молодь является пелагической.

## Классификация
На апрель 2019 года в род включают 3 вида:
- Alectis alexandrina (E. Geoffroy, 1817)
- Alectis ciliaris (Bloch, 1787) — Длиннопёрый алектис, или вымпельный алект
- Alectis indica (Rüppell, 1830) — Индийский алект, или рыба-монетка